# Коученг Лейма
Кодженг Лейма — богиня в міфології та релігії Мейтей, дружина бога Кубру. Стала відомою як племінна дама. Вона є однією з дев'яти Лайбентус — богинь, які брали участь у фестивалі Бога Епутгоу Тханцзін.

## Етимологія
Жіноче ім'я «Коученг Лейма», або «Кодженг Лейма», або «Коудженг Лейма» і «Лейма». Морфологічно «Коученг» складається з «Коу» і «Ченга». Мовою мейтей (мова маніпурі) «Коу» означає «короткий» або «недостатній». Цей термін зазвичай використовується для позначення одягу, штор, драпіровок, суконь або гобеленів. «Чен» або його похідне «Джен» означає «звужуватися» або «стискатися» мовою мейтей (мова маніпурі). Термін мовою мейтей «Лейма» означає королева . Саме слово «Лейма» складається з двох слів: «Лей» та «Ма». «Лей» означає суходіл, а «Ма» означає мати .

## Міфологія
Легенди говорять, що богиня Кодженг Лейма (Коученг Лейма) — племінна дама. Тому вона має окремий дім. Їй заборонено брати участь у зібранні богів і богинь у Лай Хараоба Бога Кубру. Увечері в день церемонії Лай Ламтокпа на фестивалі Лай Хараоба Бог Коубру, його дружина, син і невістка відвідали святиню богині Кодженг Лейма.

## Поклоніння
Один день Лай Хараоба Бога Кубру особливо переміщено в обитель (пантеон) богині Кодженг Лейма. Це робиться на її честь. У святині богині Кодженг Лейма всі події, що відбувалися в інші дні, будуть відтворені.
Під час політичних потрясінь у вересні 2009 року багато паломників молилися богині Кодженг Леймі в її священній святині «Кудженг Лейма Лайрембі Лайфамлен» у Секмаї. Вони закликали її для успіху рухів, очолюваних Апунба Луп, і для відновлення миру в Маніпурі .

## Подібні імена
«Організація молодіжного розвитку Koujeng Leima» є активною молодіжною групою в регіоні Sekmai, Маніпур. Він діє в дії проти наркотиків і інтоксикантів. 31 грудня 2013 року та на Новий рік 2014 року організація ввела заборону на пікніки в Секмаї. Пізніше заборону зняли. Однак вони застерігали людей не вживати алкоголь і напиватися.